# Seznam prezidentů Arménie

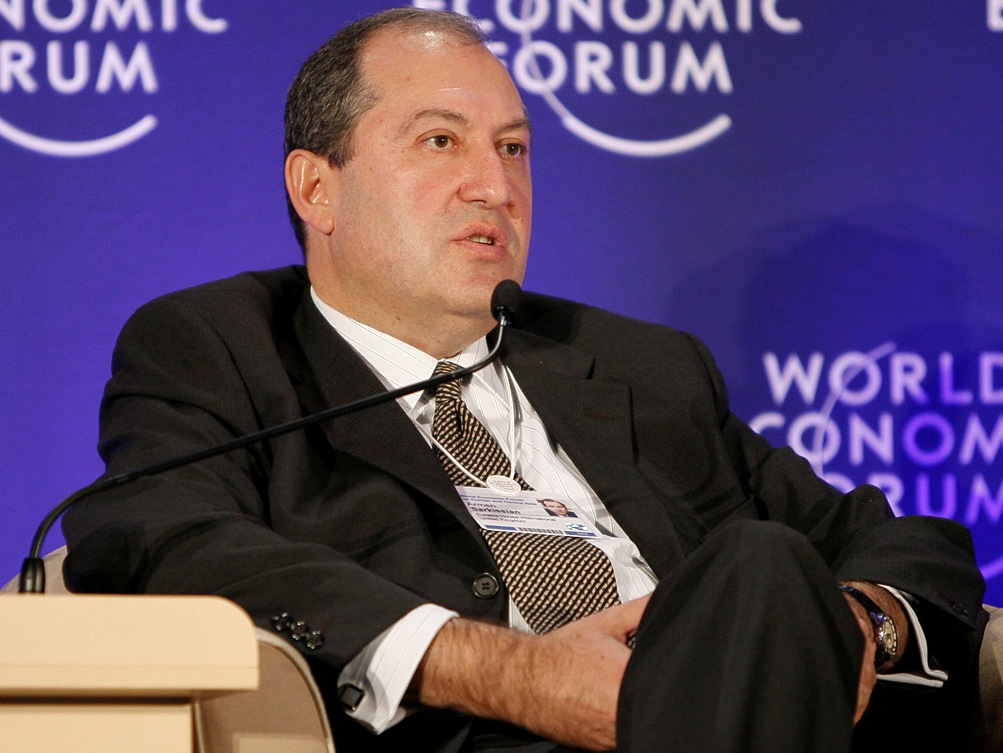
Armen Sarkisjan, prezident Arménie v letech 2018–2022

Seznam prezidentů Arménie je seznam prezidentů první arménské republiky od roku 1918 do roku 1920 a prezidentů současné Arménie od roku 1991 dosud.

## Seznam prezidentů

### Prezidenti první arménské republiky
- 30. května až 1. srpna 1918: Avetis Aharonjan
- 1. srpna 1918 až 5. srpna 1919: Avetik Sahakjan
- 5. srpna 1919 až 2. prosince 1920: Avetis Aharonjan

### Prezidenti za dob Sovětského svazu
od 1922 do 1991
viz Seznam představitelů Sovětského svazu

### Prezidenti Arménské republiky
| Pořadí | Jméno               | Portrét             | Začátek a konec v úřadu | Začátek a konec v úřadu | Dny v úřadu |
| ------ | ------------------- | ------------------- | ----------------------- | ----------------------- | ----------- |
| 1.     | Levon Ter-Petrosjan | Levon Ter-Petrosjan | 11. listopadu 1991      | 3. února 1998           | 2276        |
| —      | Robert Kočarjan     | Robert Kočarjan     | 4. února 1998           | 9. dubna 1998           | 3717        |
| 2.     | Robert Kočarjan     | Robert Kočarjan     | 9. dubna 1998           | 9. dubna 2008           | 3717        |
| 3.     | Serž Sarkisjan      | Serž Sarkisjan      | 9. dubna 2008           | 9. dubna 2018           | 3652        |
| 4.     | Armen Sarkisjan     | Armen Sarkisjan     | 9. dubna 2018           | 23. ledna 2022          | 1394        |
| —      | Alen Simonjan       | Alen Simonjan       | 1. února 2022           | 13. března 2022         | 40          |
| 5.     | Vahagn Chačaturjan  | Vahagn Chačaturjan  | 13. března 2022         |                         | 1147        |